# 巴哈姆霍夫足球會
巴哈姆霍夫足球會（Fovu Baham）是一支位于喀麦隆巴哈姆的足球俱乐部。球队的主场为巴哈姆体育场(Stade de Baham)。

## 球隊榮譽
- 喀麦隆足球甲级联赛: 1次

2000年
- 喀麦隆盃: 1次

2001年